# LP Underground 9: Demos
LP Underground 9: Demos is een ep, dat medio december 2009 uitgebracht is door Linkin Park. De cd is een onderdeel van een pakket aan artikelen dat de leden van de Linkin Park Underground krijgen na vernieuwing van de jaarlijkse termijn. Het is de negende editie van de Underground.

## Release
In september werd in een nieuwsbrief van de Linkin Park de release van de negende editie bevestigd. In de brief werd vermeld dat de cd uit negen nummers zou bestaan, waaronder acht demo's van Hybrid Theory, Meteora en Minutes to Midnight en een nieuw nummer dat in de loop van het opnemen van het laatste album is opgenomen. Dit werd later bevestigd in een weblogpost van Mike Shinoda van de band. Dit is voor het eerst dat er demo's en een geheel nieuw nummer door de band wordt vrijgegeven.
Op 11 november plaatste het Japanse departement van HMV de tracklist van een nieuw album genaamd LPU9 CD - Linkin Park Demos. Later op de dag bevestigde de Linkin Park Underground en Mike Shinoda de tracklist.

## Nummers
A-Six staat in een ingekorte versie op Underground V2.0 als A.06 en is in deze versie niet vaak live gespeeld. De ingekorte versie klokt minder dan een minuut en is een instrumentaal alternatieve metal-nummer. De versie op LP Underground 9: Demos bevat minder scratches en de riffs zijn lichtjes gewijzigd. Faint staat in zijn afgemixte versie op Meteora uit 2003. Op de demo zijn de drumintro en de brug langer en bevatten de vocalen van Shinoda andere teksten. In tegenstelling tot de studioversie, heeft de brug rapvocalen van Shinoda die meer maten beslaan dan de schreeuwvocalen van Bennington. Bennington is alleen met een korte schreeuw aan het eind van het nummer te horen. Sad is de demoversie van By Myself dat op Hybrid Theory uit 2000, waar er andere demoversies op het internet circuleren. Het is een instrumentaal dat net over de minuut klokt. Fear is de demoversie van Leave Out All the Rest, dat op Minutes to Midnight uit 2007 staat. Bekend is dat in de vroege fases van het nummer, de vocalen door Shinoda zijn ingezongen. Op de demo is dit ook het geval en worden er andere teksten gebruikt. Het tweede couplet en refrein is er nog niet en de brug duurt tweemaal zo lang. Figure.09 staat op Meteora en had in de demoversies zangvocalen van Chester Bennington in de coupletten. Stick and Move is de demoversie van Runaway, dat op Hybrid Theory staat. Ook hiervan zijn er demoversies op het internet, deze zijn echter ingezongen door Mark Wakefield, de eerste leadzanger van de band. Across the Line is een nog niet eerder uitgebracht nummer dat in de opnameproces van Minutes to Midnight onder de naam Japan is gegaan. Een klein gedeelte van het nummer is te horen in The Making of Minutes to Midnight, toen er nog geen teksten waren geschreven en er in jibberish werd gezongen door zowel Bennington en Shinoda. Op de cd is dit nummer heeft Bennington de leadvocalen voor zijn rekening terwijl Shinoda de achtergrondzang doet. Drawing is een demoversie van Breaking the Habit, dat op Meteora staat. Breaking the Habit zou oorspronkelijk een muzikale interlude zijn, maar werd Shinoda door de bandleden overtuigd de instrumentaal om te zetten naar een volledig nummer en werd verlengd van twee naar drie minuten en zestien seconden. Shinoda heeft jaren aan het nummer gewerkt, en nam het nummer op een dag mee naar huis en twee uren later was het nummer af. De demo hoort tot het tweede couplet als een instrumentaal van de studioversie, maar hier beginnend worden er verschillende trucs uitgevoerd met de percussie. Drum Song is de demoversie van The Little Things Give You Away dat op Minutes to Midnight staat. Het nummer is geschreven om het drumpatroon dat door drummer Rob Bourdon is bedacht, ergo de titel.

## Tracklist
Alle muziek en teksten zijn geschreven door Linkin Park. 
| Nr. | Titel                                                 | Duur  |
| --- | ----------------------------------------------------- | ----- |
| 1.  | A-Six (original long version 2002)                    | 03:52 |
| 2.  | Faint (demo 2002)                                     | 03:11 |
| 3.  | Sad (By Myself demo 1999)                             | 01:08 |
| 4.  | Fear (Leave Out All the Rest demo 2006)               | 02:50 |
| 5.  | Figure.09 (demo 2002)                                 | 03:24 |
| 6.  | Stick and Move (Runaway demo 1998)                    | 00:55 |
| 7.  | Across the Line (unreleased demo 2007)                | 03:11 |
| 8.  | Drawing (Breaking the Habit demo 2002)                | 03:32 |
| 9.  | Drum Song (The Little Things Give You Away demo 2006) | 04:50 |